# Werksatz
Unter Werksatz versteht man den Schriftsatz von größeren Werken mit umfangreichem Fließtext, beispielsweise Bücher und umfangreichere Periodika wie Zeitungen oder Zeitschriften. Formeln können im Werksatz durchaus vorkommen, auch Abbildungen, aber keine dekorativen Elemente wie Kontursatz oder Hinterlegung des Textes mit Abbildungen.
In der Periode des manuellen Schriftsatzes (Bleisatz) bezeichnete Werksatz auch die Abteilung einer Verlags- oder Zeitungsdruckerei, die für den Schriftsatz regelmäßiger Druckwerke, die sogenannten „Periodika“, zuständig war. Gelegentlicher und werblicher Schriftsatz, beispielsweise Werbeanzeigen und Geschäftsdrucksachen, wurde nicht als Werk-, sondern als Akzidenzsatz bezeichnet.
Bei der Erstellung von Werksatz werden im wissenschaftlichen Bereich Programme wie LaTeX, TUSTEP, Arbortext 3B2 oder FrameMaker eingesetzt, in der Verlagsherstellung meist klassische Satzprogramme wie Adobe InDesign oder QuarkXPress.